# Transtage

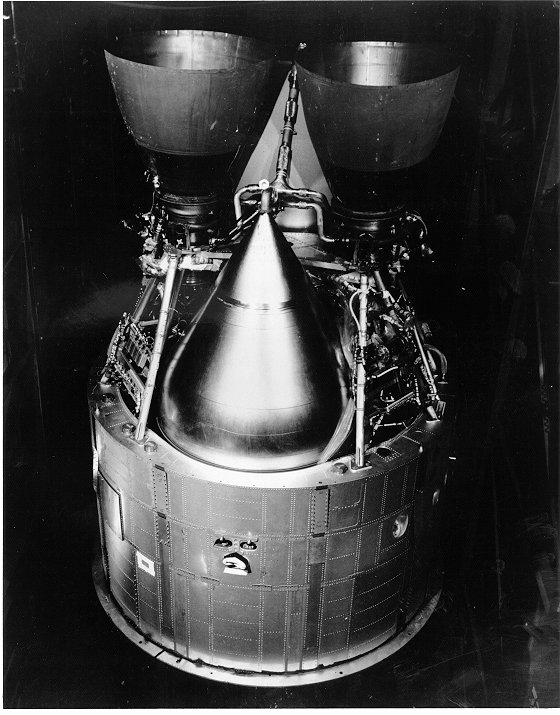
Transtage

Transtage byl urychlovací raketový stupeň, používaný na amerických raketách Titan 3. Byl vybaven dvěma motory AJ-10-138 na hypergolické pohonné látky (N2O4 a Aerozin-50). Byl používán v letech 1964 až 1989. Celkem vykonal 47 startů, z čehož bylo 5 neúspěšných a 3 částečná selhání.
První let se konal 1. září 1964 a jednalo se test kompatibility s raketou Titan 3A. Selhal však tlakový systém a stupeň se předčasně zastavil. Druhý start proběhl dobře a po dalších dvou úspěšných startech s testovacími satelity byl stupeň uveden do služby. Byl používán na raketách Titan 3C, Titan 23 a Titan 34D.

## Parametry
- celkový tah: 71,2 kN
- specifický impuls: 311 sekund (3050 N.s/kg)
- doba zážehu: 440 sekund
- průměr: 3,05 metru
- délka: 4,57 metru
- hmotnost: 12 247 kg
- prázdná hmotnost: 1950 kg